# 窦长君
窦长君（?—?），名建，字长君，以字行，清河郡观津县（今河北省武邑县东南）人，孝文窦皇后的兄长。
窦建年少家贫。汉文帝立窦皇后，窦建和弟弟窦广国至长安与窦皇后相认。汉文帝厚赐窦建兄弟田宅金帛，留居长安。绛侯周勃、灌婴因窦氏兄弟出身寒微，特选有节行的长者作为他们的师傅，所以窦建兄弟有退让君子之风，不敢以富贵骄人。窦建未及封侯，便早早去世。汉文帝后七年（前157年）汉景帝即位，封窦建的儿子窦彭祖封南皮侯。